# Trionymus placatus
Trionymus placatus är en insektsart som först beskrevs av Borchsenius 1949.  Trionymus placatus ingår i släktet Trionymus och familjen ullsköldlöss. Inga underarter finns listade i Catalogue of Life.